# 腺和上皮肿瘤
腺和上皮肿瘤（英語：Glandular and epithelial neoplasm），是一类病发于腺体和上皮组织的肿瘤。
一类特征是腺瘤。